# Kløben
Kløben er et sønderjysk adventsbrød.
Kløben er et rosinbrød, der er indbegrebet af en sønderjysk julekage, det indeholder også sukat og sommetider mandler eller marcipan. Det kan fås i hele december hos de fleste sønderjyske bagere. Kløben er en sønderjysk variant af den tyske julekage Stollen.
Selve ordet kløben er forholdsvis nyt i det danske sprog og først registreret i 1900-tallet. Sprogforskere er uenige om dets oprindelse, men det kommer sikkert fra plattysk og betegner den spalte eller kløft, der opstår, når dejen sammenfoldes.